# Rhododendron carstensense
Rhododendron carstensense är en ljungväxtart som beskrevs av Herbert Fuller Wernham. Rhododendron carstensense ingår i släktet rododendron, och familjen ljungväxter. Inga underarter finns listade i Catalogue of Life.